# Konrad Wohlwend
Konrad Wohlwend (* 4. November 1902 in Schellenberg; † 13. Februar 1975 ebenda) war ein liechtensteinischer Politiker (VU).

## Biografie
Wohlwend war der Sohn von Franz Sales Wohlwend und dessen Frau Agatha (geborene Rederer). Er war Bürger der Gemeinde Schellenberg und arbeitete als Landwirt. Ab 1974 wurde er in einem metallverarbeitenden Betrieb tätig. Von 1939 bis 1948 gehörte Wohlwend, der Mitglied der Vaterländischen Union war, dem Gemeinderat von Schellenberg an. Des Weiteren war er von 1939 bis 1945 stellvertretender Abgeordneter im Landtag des Fürstentums Liechtenstein und fungierte von 1941 bis 1945 als Regierungsrat-Stellvertreter.
1940 heiratete er Maria Büchel. Aus der Ehe gingen zwei Kinder hervor.